# Penny Smith
Penny Smith, född 21 april 1995, är en australisk sportskytt.

## Karriär
Vid lerduveskytte-VM 2017 i Moskva tog Smith guld tillsammans med Thomas Grice i den mixade lagtävlingen i trap. Vid lerduveskytte-VM 2019 i Lonato del Garda tog hon brons tillsammans med Thomas Grice i den mixade lagtävlingen i trap.
Vid lerduveskytte-VM 2022 i Osijek tog Smith brons tillsammans med Catherine Skinner och Laetisha Scanlan i lagtävlingen i trap. Vid VM 2023 i Baku tog hon silver tillsammans med Catherine Skinner och Laetisha Scanlan i lagtävlingen i trap.
Vid olympiska sommarspelen 2024 i Paris tog Smith brons i trap.